# جيريمي راي
جيريمي راي هو منافس ألعاب قوى كندي، ولد في 19 مايو 1991 في فورت إيري في كندا.

## وصلات خارجية
- جيريمي راي على موقع الاتحاد الدولي لألعاب القوى (الإنجليزية)
- جيريمي راي على موقع TFRRS.org (الإنجليزية)